# 윤윤서
윤윤서 (2013년 8월 8일 ~ )은 대한민국의 가수이다.

## 방송
- 트랄랄라 유랑단 - 게스트
- 한일톱텐쇼 - 게스트

## 음반
- 문경새재